# خبير في علم زراعة النباتات
الخبير في علم زراعة النباتات (plantsman) هو البستاني المتحمس وواسع المعرفة (هاوٍ أو محترف) أو صاحب المشتل أو صاحبة المشتل. ويمكن أن يشير مصطلح «الخبير في علم زراعة النباتات» إلى رجل أو امرأة.
تُستخدم الكلمة أحيانًا لـترادف كلمة «البستاني» التي تدل على المشاركة المحترفة، بينما تعكس كلمة «الخبير في زراعة النباتات» موقفًا تجاه (وربما حتى هوس بـ) النباتات. وربما يكون البستاني خبيرًا في علم زراعة النباتات، ولكن لا يلزم بالضرورة أن يكون الخبير في علم زراعة النباتات بستانيًا.

## تعريف الكلمة
في أول طبعة (يونيو 1979) من مجلة الخبير في علم زراعة النباتات (The Plantsman) (صحيفة متخصصة صدرت عن الجمعية الملكية للبستنة)، قدمت ساندرا رافائيل (ثم محرر مسؤول بقسم القواميس في مطبعة جامعة أكسفورد) مقالاً قصيرًا عن تاريخ الكلمة ومعناها. وقدمت أول مثال لها من أحد أعداد دورية وقائع البستاني (Gardeners' Chronicle) لعام 1881، عندما كان يبدو أنها تعني «صاحب المشتل، الزهّار» (بالمعنى القديم لكلمة «الزهّار» على أنه زارع ومربي الزهور، وليس المعنى الأحدث المتمثل في الشخص الذي يبيع أو ينسق الزهور). وأضافت أن التعريف الحديث ينبغي أن يوضح أن «الخبير في علم زراعة النباتات» 
«...يهدف غالبًا إلى أن يعني العالم بالنباتات أو البستاني الخبير.»
واقتبست رافائيل في مقالها عن عالم النبات ديفيد ماكلينتوك (يكتب في أخبار بي إس بي آي التابعة لجمعية الجزر البريطانية لعلم النبات، بتاريخ ديسمبر 1976) عن كيفية التمييز بين عالم النبات والخبير في علم زراعة النباتات، وبدأت بالتعريف البسيط:
«الخبير في علم زراعة النباتات هو شخص يحب النباتات لذاتها ويعرف كيف يرعاها. وهذا... المفهوم... ربما يشمل عالم النبات: ولكنه بالتأكيد يشمل مجموعة من الهواة الرائعين الذين ربما لا يعرفون شكل الكروموسوم أو ما يعنيه علم التصنيف، ولكنهم يعرفون النبات النامي، البري أو المزروع مباشرةً. وبالنسبة لي، إنهم صفوة الموجودين في عالم النباتات، ومستودع من المعلومات المباشرة التي لا تقدر بثمن.»

## بعض أشهر الخبراء (والخبيرات) في علم زراعة النباتات
جون تريدسكانت الأكبر (حوالي 1570-1638) وابنه، جون تريدسكانت الأصغر (1608-1662) ينبغي أن يتصدروا قائمة الخبراء في علم زراعة النباتات التاريخيين. وهناك أيضًا تشارلز دو ليكلوز، المعروف باسم كارولوس كلوسيوس (1526-1609)، وكارولوس لينيوس (1707-1778). ويمكن وصف علماء النبات الأوائل هؤلاء، الذين من المؤكد أنهم زرعوا (وأحيانًا جمعوا أيضًا) العديد من النباتات التي وصفوها، بأنهم خبراء في علم زراعة النباتات (بالرغم من عدم ظهور هذا المصطلح في زمانهم).
وعلى النقيض، فإن ملاحقي النباتات المغامرين، مثل ديفيد دوجلاس (1799-1834)، الذي كرّس حياته (وخسرها) أثناء بحثه عن النباتات وجمعها من البرية، نادرًا ما كانوا بستانيين وقلما زرعوا النباتات التي جمعوها، لذا ربما لا يحتسبوا من الخبراء في علم زراعة النباتات، وذلك على الرغم من معرفتهم الهائلة وتفانيهم. كان أوغسطين هنري (1857-1930) من أوائل جامعي النباتات في غرب الصين في أواخر القرن التاسع عشر، والذي أصبح حراجي محترف في وقت لاحق من حياته. وعلى الجانب الآخر، اشتهر إي إتش ويلسون (1876-1930) أيضًا بأعماله في الصين (لدرجة أنه أصبح يُعرف باسم إرنست «الصيني» ويلسون)، والذي بدأ حياته كبستاني، وبعد العمل في الحدائق النباتية الملكية، كيو، أصبح جامع نباتات، أولاً لصالح جايمس فيتش وأولاده (أصحاب مشاتل) ولاحقًا لصالح مشتل أرنولد أربوريتوم.
تخصص صاحب المشتل الأيرلندي ويليام بايلور هارتلاند (1836-1912) في نهاية القرن التاسع عشر في النرجس البري المزروع في مشتله في كورك. وكان أيضًا خبيرًا في التفاح. يمكن بالتأكيد اعتبار مربي النباتات المتخصصين خبراء في علم زراعة النباتات في مجالاتهم الخاصة، وذلك لمعرفتهم المتعمقة (بالرغم من استخدام المصطلح كثيرًا للدلالة على اهتمام موسوعي أكثر بمجموعة كبيرة من النباتات).
نشر الكاتبون عن الحدائق المؤثرون، من أمثال ويليام روبنسون (1838-1935) ومصممة الحدائق جيرترود جيكل (1843-1932) معرفتهم بالنباتات من خلال كتاباتهم، كما فعل جيل لاحق من محبي النباتات، بما في ذلك مارجري فيش (1892-1969) وفيتا ساكفيل ويست (1892-1962) التي ما زالت حديقتها في قلعة سيشنهيرست والتي أنشأتها مع زوجها هارولد نيكلسون واحدة من أشهر الحدائق في بريطانيا وتمتلكها مؤسسة التراث القومي.
كان ريجنالد فارير (1880-1920) ملاحق نباتات مشهور وكاتب مؤثر في مجال النباتات الألبية وزراعة الصخور الأكثر تخصصًا.

### خبراء علم زراعة النباتات المعاصرون
يوجد العديد من الخبراء في علم زراعة النباتات البريطانيين المعاصرين المشهورين، من بينهم روي لانكستر والراحل كريستوفر لويد من جريت ديكستر وبيث شاتو. ومن بين جامعي النباتات وأصحاب المشاتل الأمريكيين المؤهلين للحصول على اللقب دان هيميس صاحب مشاتل تيرا نوفا ودان هينكلي، المؤسس المشارك لحدائق هيرونسوود (الآن كاتب مستقل ومُحاضر ومستشار بستاني) وتوني أفينت، صاحب مشتل بلانت ديلايتس المشهور.
يضم المرشحون الأوروبيون للحصول على اللقب الأميرة غريتا ستوردزا من لو فاستيرفال، بالقرب من دييب والراحل روبرت وجيلينا دو بيلدر، المبتكرين الرئيسيين لمشتل أربوريتوم كالمتوت في بلجيكا ومصمم الحدائق الهولندي المؤثر بييت أودولف، أول من استخدام «أسلوب سهوب البراري» الخاص بزراعة النباتات الدائمة والأعشاب باتساق واضح في الحدائق، مثل سكامبستون هول في مقاطعة نورث يوركشاير وحديقة جمعية البستنة الملكية، ويسلي ومقاطعة سري في المملكة المتحدة وفي إنكوبينغ في السويد. ويتولى أودولف تصميم حديقة تخليدًا لذكرى ضحايا 11 سبتمبر في باتاري بارك (نيويورك). 
بالإضافة إلى أن لويس بينش (فرنسا) خبير مشهور في علم زراعة النباتات.

## استخدامات أخرى
انظر: خبير في علم زراعة النباتات (توضيح)

### قائمة المصادر
- "A Plantsman defined", Sandra Raphael, The Plantsman Vol I Part I, (June 1979) ISSN 0430106

## وصلات خارجية
- RHS web page for The Plantsman journal
- The Plantsman, trade magazine of the New Hampshire Plant Growers' Association
- Piet Oudolf's website